# Gary B. Cohen
Gary Bennett Cohen (* 26. Oktober 1948) ist ein amerikanischer Historiker.

## Leben
Gary B. Cohen studierte an der University of Southern California (B.A., 1970) und der Princeton University (M.A., 1972; Ph.D., 1975). Von 1976 bis 2001 arbeitete er an der  University of Oklahoma. Ab 2001 arbeitete er an der University of Minnesota. 2017 wurde er emeritiert. Er interessiert sich für soziale Entwicklung, ethnische Beziehungen und Schulwesen in Österreich und Tschechien im 19. und 20. Jh. Seine weiteren Interessen sind die Geschichte der Juden und ethnische Minderheiten. 2011 wurde er zum korrespondierenden Mitglied der Österreichischen Akademie der Wissenschaften gewählt.

## Werke (Auswahl)
- The Politics of Ethnic Survival: Germans in Prague, 1861–1914 (Princeton University Press, 1981) Auszüge
- Education and Middle-Class Society in Imperial Austria, 1848–1918 (Purdue University Press, 1996)